# 2019冠状病毒病疫情对日本旅游业与文化艺术民俗活动的影响
本列表介绍2019冠状病毒病疫情对日本旅游业与文化民俗活动造成的影响及相关报道。

## 觀光
疫情下日本採取嚴格入境限制，基本上再沒有海外旅客到訪，日本旅遊業受到毀滅性打擊，租借巴士及住宿設施出現取消潮，国内外航班亦減少班次運行。
- 因大量中国旅客取消訂房，位於愛知縣蒲郡市西浦温泉的老牌旅館「富士見莊」於2020年2月破產。旅館数年前經營狀況惡化後，選擇致力於招攬中国旅客。這是日本首次有機構因新冠肺炎破產[4]。
- 因疫情擴大，訂單出現取消潮，運營「Luminous神戶2」的Luminous Cruise（兵庫縣神戶市中央区）向神戶地方裁判所提出民事再生申請，2020年3月2日獲受理[5]。
- 內部設有森鷗外故居的「水月酒店鷗外莊」訂單出現取消潮，營業收益大幅下滑，為防破產後故居得不到保全，決定關閉[6]。鷗外曾在此創作「舞姬」。
- 4月27日，城崎温泉旅館協同組合決定停業至5月末，外湯僅限豐岡市民使用[7]。

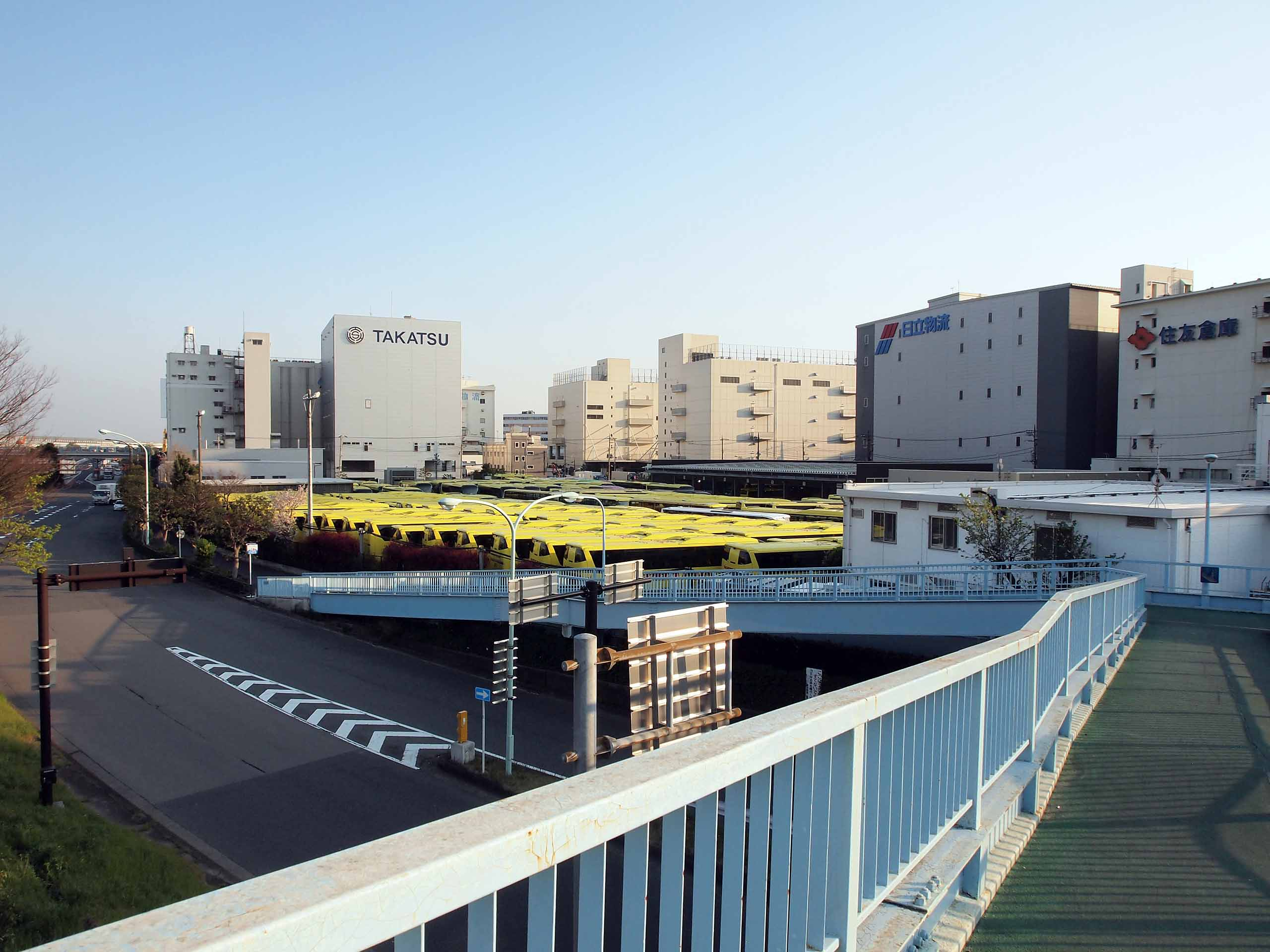
受避免外出請求影響，定期觀光巴士停運，旅行團取消，哈多巴士東京営業所停滿巴士

- 在東京都内經營定期觀光巴士的哈多巴士，因應3月25日起，東京都請求都民避免外出，周邊自治体亦請求不要來往東京，決定4月10日前的定期觀光及募集型企画旅行均限定運行及活動路線，且周六日停運[8]；4月7日，政府發出緊急事態宣言，所有路線停運[9]。緊急事態宣言於5月25日解除後，6月13日起，重開定期觀光巴士的部分路線服務[10][11]。
- 在東京都内經營定期觀光巴士「Sky Bus東京」的日之丸自動車興業，因應東京都發出避免外出請求，決定3月28日起，周六日及假期暫停營運[12]；4月8日發出緊急事態宣言後，決定5月11日前全面停運[13]，5月4日宣布停運會持續至另行通知[14]。緊急事態宣言解除後，5月29日宣布，6月19日起，星期一、五、六、日以工作日時間表重開服務[15]，7月18日起重開所有日期服務[16]。使用Sky Bus東京車輛的觀光路線巴士「Sky Hop Bus」已於4月1日起停運[17]。
- 平成ENTERPRISE在東京都内經營的VIP View Tour，最初因客流稀少，於2月19日～3月19日停運[18]，後延長至3月22日[19]。3月23日重開後，受東京都的避免外出請求影響，3月27日至4月30日再度停運[20]，4月24日改為無限期停運，後預計於7月16日重開。
- 由京阪巴士運營的京都定期觀光巴士，及由明星觀光巴士運營的Sky Bus京都於3月3日起停運部分線路，4月13日起停運所有班次[21]。緊急事態宣言解除後，6月5日起重開部分線路[22]。
- 北陸鐵道決定，4月13日起，停運金澤市内的定期觀光巴士「金澤巡」及從金澤開往能登半島方面的定期觀光巴士「輪島号」，4月15日起，停運從和倉温泉開往能登半島的定期觀光巴士「朝市号」「七尾号」「奥能登号」。緊急事態宣言解除後，7月1日起重開所有線路[23]。
- 神姬巴士租借Sky Bus東京車輛，在神戶市内運營的「Sky Bus神戶」自4月6日起停運，後考慮到即便緊急事態宣言解除，亦無法確保客流，決定6月27-28日的班次後永久停運[24]。
- 原定於2020年4月1日至6月舉行的群馬地方旅遊活動繼續舉辦，不過各地區原計劃的活動就陸續取消或延期[25]。

## 世界遺產
推動將世界遺產開發為觀光資源，即遺產旅遊（遺產商品化）的UNESCO指「絕不能讓世界遺產成為集體感染地」，請求擁有世界遺產的国家關閉多人遊覽的代表性世界遺產，並限制宗教世界遺產的礼拜活動。因應這請求及考慮到国内情勢，不少日本的世界遺產陸續停止參觀，並請求民眾不要前來訪問。
- 法隆寺地區的佛教古跡的法隆寺及法起寺於2020年4月23日～5月6日停止參觀[27]，後因應緊急事態宣言延長，延長停止參觀期至5月20日[28]。奈良縣的緊急事態宣言解除後，5月21日起重開參觀[29]。
- 姬路城於4月9日～5月10日休城，後因應緊急事態宣言延長，延長休城期至5月31日[30]。兵庫縣的緊急事態宣言解除後，5月28日起部分重開，6月15日起全面重開天守閣登城[31]。
- 古奈良的歷史遺跡中，東大寺、興福寺、唐招提寺、藥師寺於4月下旬至5月6日暫停開放，後因應緊急事態宣言延長，延長關閉期至5月尾[28]。後於6月1日重開參觀[32]。
- 白川鄉與五箇山的合掌構造村落中，白川鄉請求黃金周不要来村參觀，4月21日又決定停運主要為旅客使用、直通名古屋的高速巴士白川鄉線，並關閉私家車停車場[33][34]。後因應緊急事態宣言延長，延長避免来村請求至5月末，村内民宿亦停止營業[35]。6月1日起解除管制[36]。
- 日光的神社與寺院於4月14-22日停止日光東照宮、日光二荒山神社、日光山輪王寺等二社一寺的參觀，停車場亦關閉[37]，後因應緊急事態宣言延長，延長停止參觀期至5月31日[38]。6月1日起重開參觀[39]。
- 琉球王國的城堡以及相關遺產群的首里城於2月29日～3月22日休城，後又延長直至另行通知[40]，後於6月1日重開[41]。正殿在2019年10月31日凌晨因火燒毀（由於是再建，嚴格而言不屬於世界遺產）後，3月30日開始拆卸，露出正殿地下構造（世界遺產），原定於黃金周期間進行的地下構造特別公開亦取消[42]，改為6月12日起公開[43]。
- 紀伊山地的聖地及朝聖路中，高野山所在的高野町保持0確診[44]，金剛峯寺、壇上伽藍、奥之院等則暫時關閉，直至和歌山縣的緊急事態宣言解除[45]。5月14日宣言解除後，金剛峯寺、奥之院16日起重開，壇上伽藍21日起重開[46]。
- 石見銀山的龍源寺間步於4月10日～5月24日，羅漢寺於4月10日～5月31日，熊谷家住宅於4月11日～5月31日停業[47]。緊急事態宣言解除後，5月25日重開營業[48]。
- 平泉（平泉－象徵著佛教淨土的廟宇、園林與考古遺址）的主要部分，中尊寺及毛越寺原定暫停參觀至5月6日，暫無確診個案的岩手縣擔心疫情，於4月末決定延長關閉期至5月末[49]。5月25日起重開部分參觀，但人多時會限制入場，6月1日起恢復正常開放[50]。
- 小笠原諸島請求暫時不要来島參觀[51]。
- 富士山（富士山—信仰的對象與藝術的源泉）附近的自治体發表共同宣言，強烈「謝絕黃金周来訪」，静岡側封閉可通往5合目的表富士周遊道路，山梨縣亦封閉富士山有料道路，並停止富士登山巴士運行，直至5月結束[52]。由於靜岡縣道150號足柄停車場富士公園線及靜岡縣道152號富士公園太郎坊線在夏季關閉，遊客無法前往5合目，行山徑同樣封閉，入山料（保全協力金）停止徵收，山小屋亦暫停營業，是史上首次[53]。6月15日，山梨方面開通有料道路，遊客可重新前往五合目[54]。
- 富岡製絲廠和絲綢產業遺產群的富岡製絲廠於3月29日～4月23日關閉[55]，後延長關閉期至5月31日[56]。5月14日，群馬縣等地的緊急事態宣言解除，但富岡製絲廠遊客有7成是來自東京、埼玉、神奈川、千葉等特定警戒指定地域，尚未解除宣言，故景區保持關閉[57]，後決定6月1日起重開[58]。依世界遺產公約設立的導覽設施、群馬縣立世界遺產中心「改變世界的生絲力」研究所原定3月27日開業，亦決定延期[59]，6月2日方對公眾公開；6月參觀需要事先預約，減少人流[60]。
- 明治工業革命遺蹟：鋼鐵、造船和煤礦的哥拉巴邸及軍艦島於黃金周關閉，後因應緊急事態宣言延長，延長關閉期至5月末[61]。後決定於6月1日重開，但通往軍艦島的客船因無法回避船内的3密状態，6月仍會停運[62]。
- 国立西洋美術館（勒·柯布西耶的建筑作品）於2月29日～3月15日臨時閉館，後延長休館期[63]。5月21日，東京都的緊急事態宣言解除，考慮到都制定的停業請求放寬技術路線中，第1階段含有「重開美術館」，館方將原定於6月14日結束的特別企画展期延長至10月18日，準備重開參觀。館方為防疫引入預約制，花費不少時間構建系統，而為保護美術品，通風時不能直接引入外部空氣，消毒空間時亦不能照射紫外線或噴射次氯酸，導致準備時間延長，最終定於6月18日重開。重開後維持星期一閉館，企画展閉幕後，10月19日至2022年春季會全館閉館，常設展亦將取消[64]。
- 長崎與天草地方的潛伏基督徒相關遺產方面，大浦天主堂等各教会取消弥撒[65]，醫院及病床不足的五島列島呼籲暫時不要前往，並在碼頭探熱及發放問卷，確保來訪者可追溯[66]。國際傳媒將此與為堅持信仰，躲至病人隔離地頭島的潜伏基督徒往事相比，報道稱「基督徒的後裔因應新型冠狀病毒，再度強化檢疫措施，回到隔絶隠遁的環境中」[67]。住在當地的信徒及後重開彌撒，6月1日起分階段恢復接受旅客[62]。

 维基共享资源上的相關多媒體資源：疫情對日本世界遺產的影響
另外，由於6月尾在中国召開的第44屆世界遺產委員會延期（再開時期未定），原定接受評定的奄美大島、德之島、沖繩本島北部(Yanbaru)及西表島前景不明，原定2021年評定的以北海道、北東北為中心的繩文遺跡群亦可能在影響下延期。當局不會選定2022年提交評定的候補地。

## 美術館及博物館

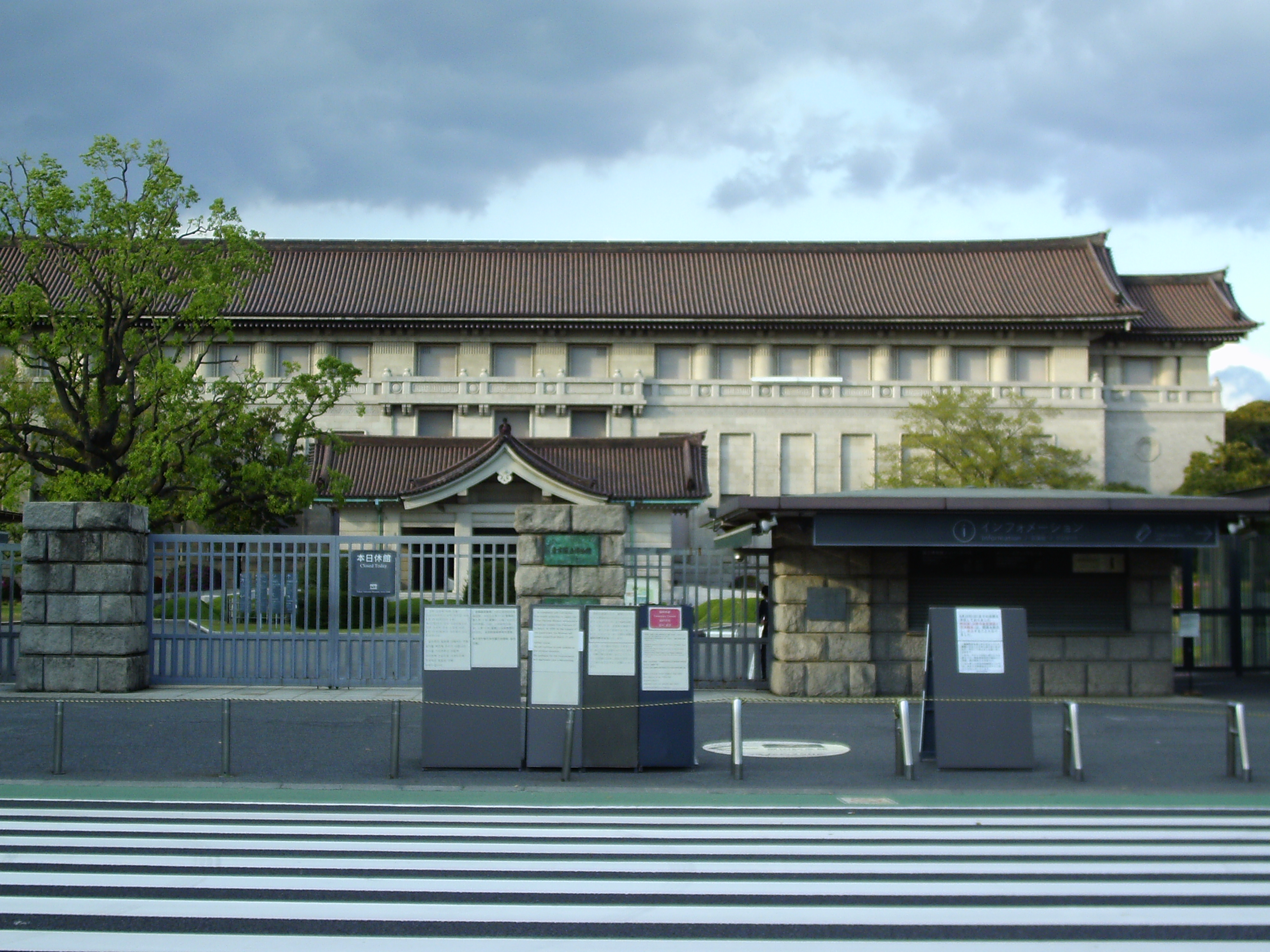
休館中的東京国立博物館

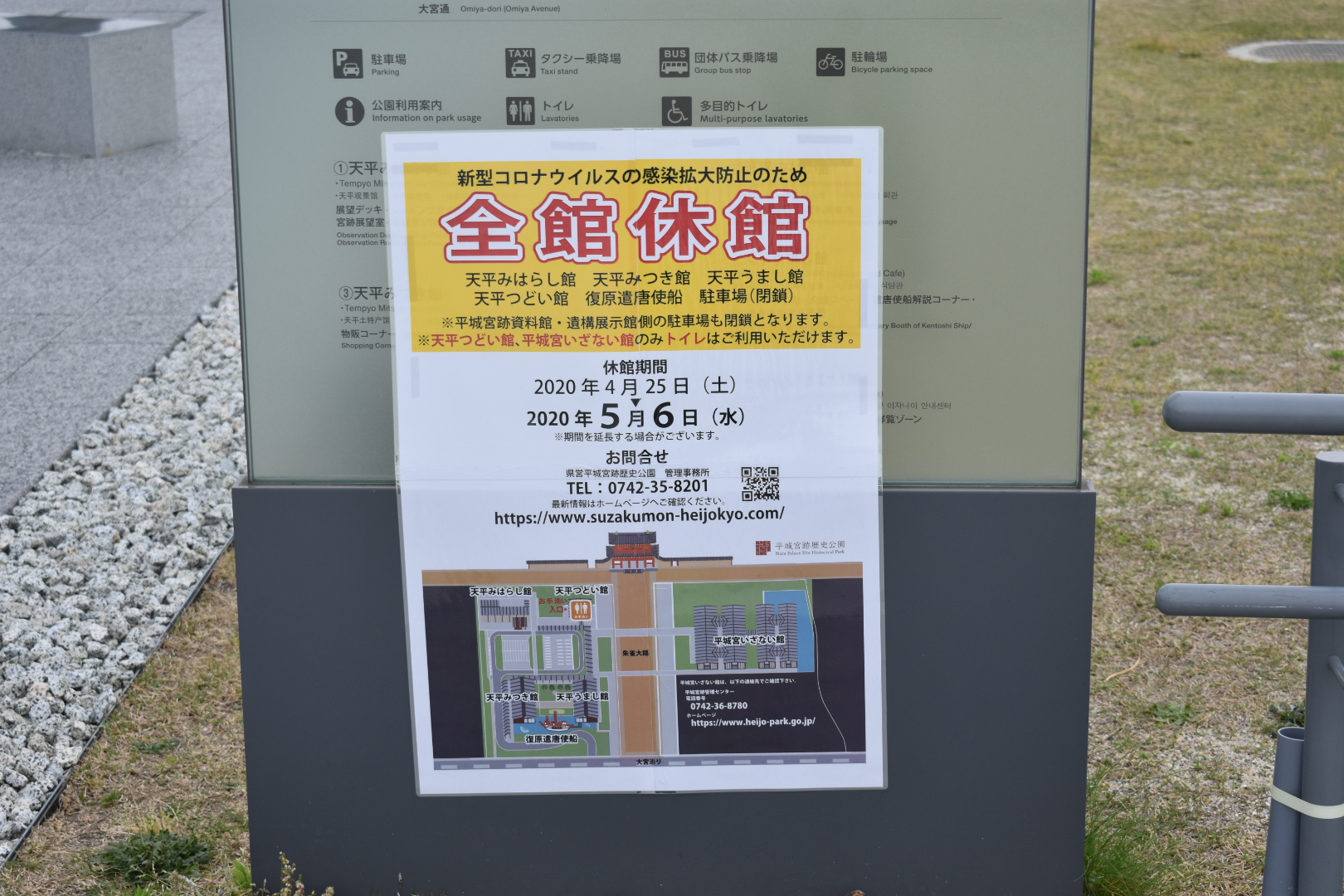
2月27日起閉館的平城宮跡資料館

- 三鷹之森吉卜力美術館（東京都三鷹市）2月25日起暫時閉館[71][72]。閉館期間原定於3月17日結束，後因「感覺需要足夠時間，令客戶可安心前來」，宣布將平時每年5月的閉館維護期提前，延長閉館至4月28日[73]。4月13日宣布，無限期延長閉館[74]。
- 2月26日，国立文化財機構宣布，轄下的東京国立博物館、京都国立博物館、九州国立博物館、奈良文化財研究所公開設施（飛鳥資料館、平城宮跡資料館、藤原宮跡資料室）2月27日起閉館[75]。閉館期間原定於3月15日結束，後宣布繼續暫時閉館[76]。5月26日宣布，將於6月2日重開[77]。
- 国立科学博物館於2月29日起閉館，後因緊急事態宣言等解除，6月1日起重開[78]。
- 2月27日，独立行政法人国立美術館宣布，轄下的東京国立近代美術館、国立西洋美術館、国立新美術館、國立電影資料館、京都国立近代美術館、国立国際美術館2月29日起閉館[79]。閉館期間原定於3月15日結束，後宣布繼續暫時閉館[80]，當中国立国際美術館閉館至4月3日[81]，国立電影資料館因館内設置工程，閉館至5月28日[82]。5月18日宣布，將審視政府及各自治体的請求状況，並依照公益財團法人日本博物館協会發布的「博物館新型冠狀病毒感染擴大預防指引」做足防疫措施後，判断何時重開，具体重開日由各美術館決定及告知[83]。東京国立近代美術館於6月4日[84]，国立西洋美術館於6月18日[85]，国立新美術館於6月11日[86]，国立電影資料館於7月7日[87]，京都国立近代美術館於5月26日[88]，国立国際美術館於6月2日[89]重開（含計劃）。
- 藤子·F·不二雄博物館（神奈川縣川崎市）於3月5日起暫時閉館[90]。閉館期間原定於3月15日結束，後又宣布延長[91]。5月31日宣布，將於6月5日起重開[92]。
- 因應緊急事態宣言延長，由国土交通省等建設、傳遞阿伊努文化訊息的文化設施「Upopoi」原定延期至5月29日開業，5月8日，国土交通省決定再次延期，開業時間未定[93][94]。6月19日，国土交通省宣布，在依照感染症對策基本性對處方針及各種指引，做足防疫措施後，Upopoi將於7月12日開業[95]。

## 舞台藝術

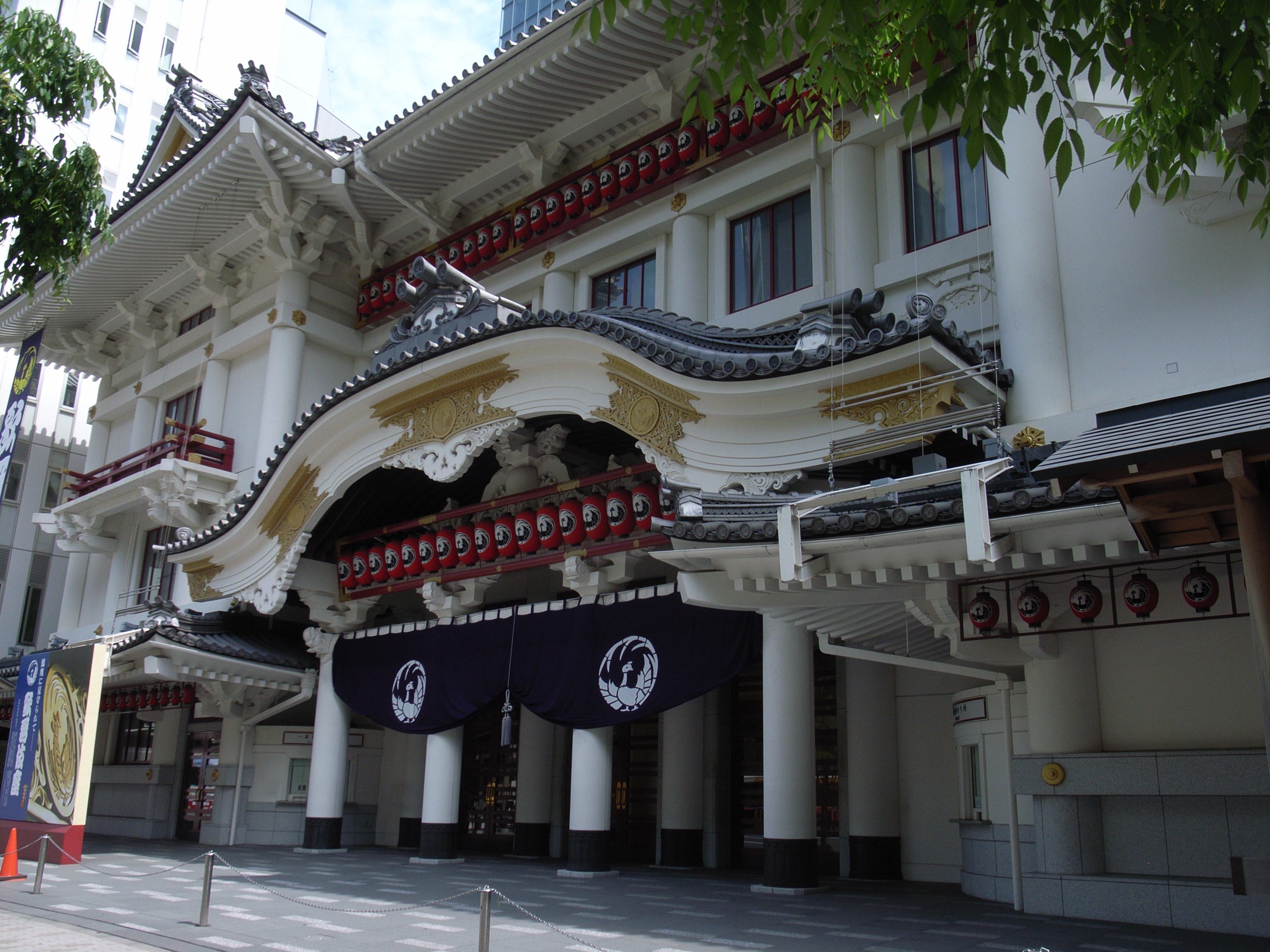
停業中的歌舞伎座

- 民主音樂協會（民音）主辦的上海歌舞團舞劇《朱鷺》的日本公演（2020年3月〜4月）取消[96]。
- 原定於3月15日至17日，在埼玉市彩國埼玉藝術劇場上演的Batsheva Dance Company / Ohad Naharin「Venezuela-委内瑞拉」宣布取消[97][98]。
- 2月1日起在IHI STAGE AROUND東京上演的「Broadway Musical《West Side Story》Season2」宣布，2月28日至3月10日（27日為休演日）的剩下13場公演全部取消[99]。
- 宝塚歌劇團宣布，原定於2月29日起在宝塚大劇場（兵庫縣宝塚市）及東京宝塚劇場（東京都千代田区）進行的公演取消。採取消毒及引入測溫儀等措施後，公演一度於3月9日重開[100]，後由於政府於10日決定實施10天左右的大規模活動自律方針，再度宣布取消12日起的所有公演。9日公演重開時，曾有愛好者及網民批評「宝塚會成為感染群組」[101]。
- 2020年6月29日，松竹宣布，8月1日起重開東京歌舞伎座的歌舞伎公演，並請觀眾「不要」發出歌舞伎表演特有的應聲。公演為4部制，中間無休息，表演時間1小時左右。新觀眾入場，清掃及消毒後，才會開始下一部[102]。

## 音樂及娛樂
- 日本偶像團體STU48宣布，取消及延期新曲發售活動[103]。AKB48考慮到事態嚴重性，發起「OUC48 Project」計劃，由各成員在家中錄製影片，綜合編輯後上載至互聯網[104]。
- 墨田区宣布，取消原定於2020年2月23日在兩国国技館舉行的《第36回國技館5000人第九Concert》[105][106]。
- 原定於2月22日在秋葉原P.A.R.M.S舉行的《ANIMAX MUSIX NEXTAGE》取消[107]。
- 萬代南夢宮娛樂旗下作品偶像大師 百萬人演唱會！的2日1晚遊船活動「THE IDOLM@STER MILLION LIVE! One Night Cruise Welcome!! Aboard」取消[108]。
- 吉本興業宣布，取消或押後原定於3月2日起在難波豪華花月、吉本祇園花月等全国15間直營劇場舉行的公演，以及公司主辦的表演及活動[109]。3月6日起，在網絡免費直播各劇場的漫才、新喜劇等閉門舞台活動，直至公演重開[110]。
- 原定於2月29日在国立代代木競技場第一体育館舉行的「第30回 Mynavi TGC 2020 SPRING/SUMMER」宣布改為閉門舉辦，並進行LINE LIVE及媒體轉播[111]。
- 原定於3月5日至3月8日在草月Hall進行8場公演的《新櫻花大戰 the Stage》自行取消[112]。
- 3月6日，原定於3月29日在TOKYO DOME CITY HALL舉行的「魔劍美神30周年記念活動～不來的話就會發狂哦！～」決定取消[113]。
- 原定於3月7日在代代木第一体育館舉行的《「乃木坂46的All Night Nippon」presents 乃木坂46 2期生Live》取消[114]。原定於3月舉行的与田祐希写真集交售会[115]，以及4期生出演電視劇的網絡播出紀念活動等成員參加的活動亦取消或延期[116]。
- 原定於3月13日至4月18日舉行的東京、春、音樂祭，開幕後有不少公演取消，部分公演則改為閉門進行，並提供網絡串流服務。3月26日，宣布27日起取消所有公演[117]。
- 原定於5月2日至4日舉行的La Folle Journée TOKYO取消[118]。
- 5月14日，原定於8月21日至9月4日在松本市舉行的Seiji Ozawa Matsumoto Festival宣布取消[119]。算上前身Saito Kinen Festival松本，這是首次取消[120]。
- 5月10日，朝日新聞社及全日本吹奏樂聯盟決定，取消全日本吹奏樂大賽、全日本小学生Band Festival、全日本行進曲比賽[121]，是1943年～1955年受太平洋戰爭影響以来首次取消舉辦。2020年的全日本吹奏樂大賽課題曲延用為2021年的課題曲。至於全日本吹奏樂大賽預選賽的地方大会、都道府縣大会，則由各地吹奏樂聯盟判断是否舉行[122][123]。
- 5月18日，第87回NHK全國學校音樂比賽宣布，地区賽、區域賽、全国賽全部取消[124]。
- 5月25日，全日本合唱聯盟決定，取消全日本合唱大賽全国大会[125][126]。2020年的課題曲延用為2021年的課題曲。至於大賽預選賽的地方大会、都道府縣大会，則由各地合唱聯盟判断是否舉行。
- 5月28日，主辦方多玩國及文化放送考慮，將原定於8月28日～30日在埼玉超級競技場舉行的「Animelo Summer Live 2020 -COLORS-」押後至2021年8月27日～29日舉辦[127]。
- 6月4日，原定於8月21日～8月23日在新潟縣湯澤町舉行的「FUJI ROCK FESTIVAL'20」宣布取消。外界認為，取消是因為海外音樂人難以前來，而這亦是FUJI ROCK FESTIVAL史上首次完全取消[128][129]。

大規模活動的主辦方通常會向損害保險公司購買興行中止保險（通称:活動保險），以備活動因台風等天災、公共交通事故、表演者突發疾病等不得不取消，但不少保險公司不會賠償因預防傳染病停辦的活動，主辦方取消活動會面臨支付退票費用、工作人員薪酬等巨大損失。此外，因應原定於7月舉行的東京奧運，部分設施正在改建，令音樂會会場連續数年不夠用，若推遲舉行是難以找到日期及会場，這些都導致音樂會的取消或延期決定大幅滯後。有報道指，僅娛樂業界就有相當於数百億日圓的損失。
日本管弦樂團聯盟(東京)表示，加盟的37個樂團中，原先就只有約一半的團員可僅靠工資生活。疫情爆發後，公演陸續取消或延期，團員收入隨之減少，在学校等的音樂部教學工作亦因停課而中止。在樂團員收入減少下，管弦樂陷入存亡危機，而未加入樂團的個人演奏家面臨的狀況就更加嚴峻。演奏管弦樂時，臨時出演的自由演者是必不可少，但隨著公演中止，講師亦難尋工作，只能在家教授個人課程，收入減少。

### Live House

#### 概况
厚生勞動省介紹5人以上確診個案群組（聚集性疫情）時，指大阪府的Live House是感染地點之一。大阪府統計顯示，府内4間Live House已有合共83人確診。疫情擴散至16個都府縣後，3月19日，大阪府宣布Live House相關感染已停止。Live House及俱樂部發生集團感染後，共283間運營公司中有270間公司指收入減少，佔全部公司的大約95%，89%的公司要求国家及自治体發出自我約束請求後，補償減少的收入。
因原計劃的表演活動取消，收入源被切断，各地陸續有Live House決定結業。

#### 群体感染案例
大阪
2020年3月4日，大阪府新增9宗確診個案，當中3人去過在懷疑發生集團感染的大阪市都島区Live House「大阪京橋Live House Arc」舉行的音樂會。Live House確診個案中有2人從高知縣及愛媛縣前來大阪。2月28日發現首宗個案，為高知縣女性（相信於2月13日發病）。
大阪市北区另一間Live House「Soap opera classics」亦出現4宗確診個案，成為新的集團感染事例。感染亦傳播至去過Live House者的親友及公司等處。
札幌
3月7日，位於札幌市中央区薄野的Live Bar有3名員工及2名客人確診，當局調查是否集團感染。截至3月12日，Live Bar相關確診個案達至16宗。同Live Bar為約40平方米的小型店鋪，1日3次現場表演，其間客戶可唱卡拉OK，中高年常客較多。札幌市指Live Bar「唱歌會有飛沫，通風亦不良好」，是感染風險高的地方。
東京
3月20日，東京都澀谷区的Live House LOFT HEAVEN舉行活動；截至4月5日，出演者、参加者及家人已有数人確診。

## 傳統及例行活動

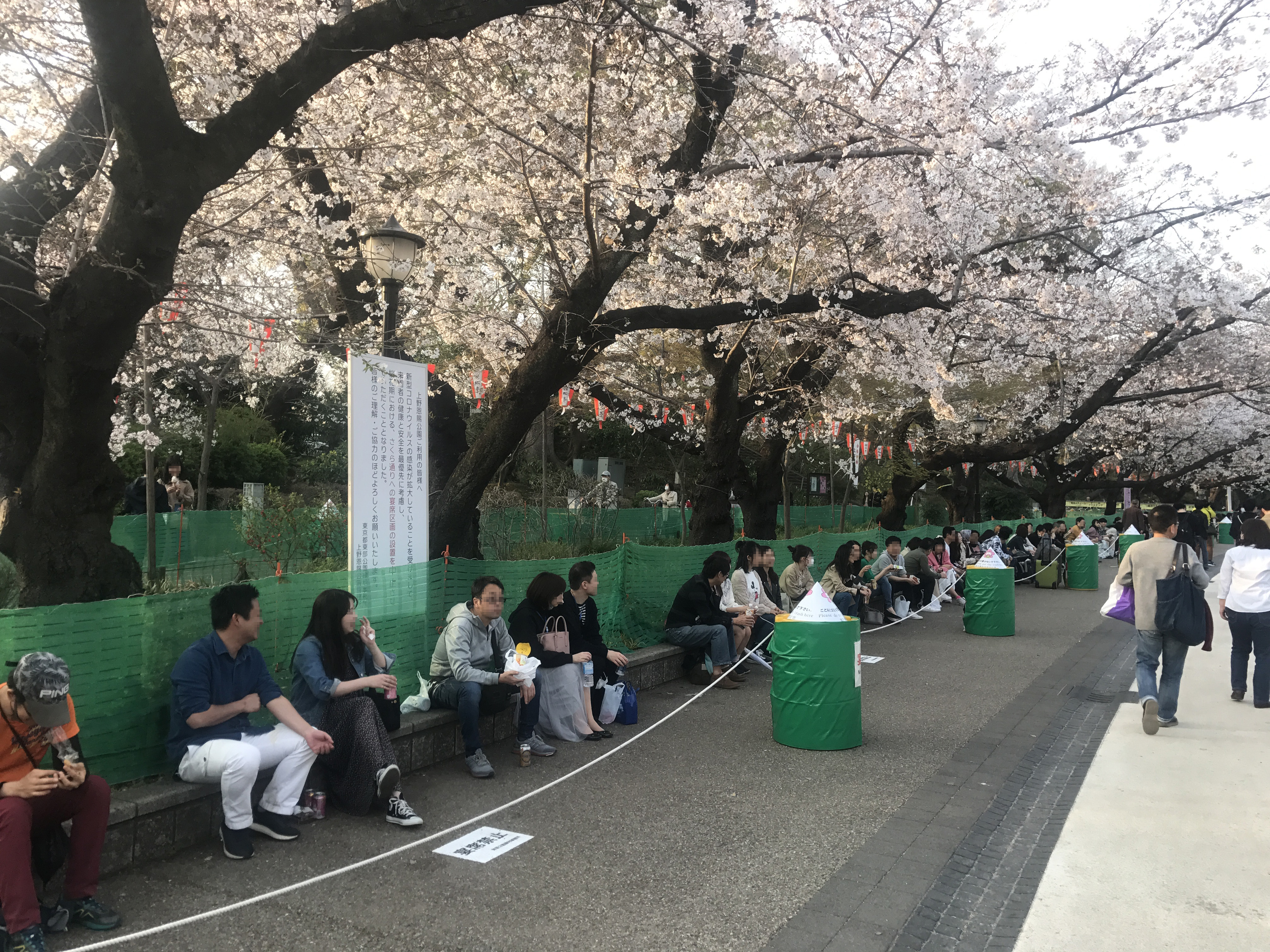
賞花名所上野公園禁止在櫻花路舉行宴会，塑料布無法鋪設。

各地原計劃舉行的雛祭及花見相關活動、花火大会等夏季例行活動陸續取消或延期。
- 因應疫情擴大，原定於4月3日 - 5日在富山縣富山市舉行的全日本東西屋大賽決定縮小規模，取消原計劃下迪士尼巡遊等東西屋大巡遊，比賽亦改為閉門舉行[158]。3月30日宣布，由於東京都的12個團隊難以前來參加，決定取消整個活動[159]。
- 3月27日
  - 原定於4月29日〜5月5日舉行的有田陶器市宣布延期，是創辦以来首次延期。為滿足陶器愛好者需求，決定於4月29日〜5月5日在有田陶器市官網上舉行Web陶器市，初步擬定由町支付買家運費。主辦方並預計會有人在這期間前往已有的營業中店鋪，決定預留最低限度的車位及進行警備。新的舉辦日期未定[160]。
  - 原定於5月23日舉行的江戶川区花火大会及市川市民納涼花火大会決定，延期至10月24日舉行。大會歷年是在8月的第一星期六舉行，2020年則因東京奧運及殘奧，原定提前進行[161][162]。
  - 原定於5月31日舉行的鹿島Gatalympics宣布取消[160]。
- 4月3日，原定於4月29日～5月6日在栃木縣益子町舉行的益子春季陶器市決定取消[163]。原定在陶器市銷售的作品及商品改為4月30日至5月20日在網上販賣，稱為Web陶器市[164]。
- 4月8日，青森睡魔祭決定取消，是現代青森睡魔祭1958年起開幕後首次取消[165]。
- 4月10日
  - 原定於7月11日舉行的隅田川花火大会取消[166]。
  - 原定於5月30日～6月8日在鹿沼市舉行的鹿沼皐月祭決定取消[167]。由於黑川岸邊的綠地公園在2019年台風19号中受災，修復工程未完成，原定於5月30日在此舉行的鹿沼皐月祭協贊花火大会亦取消[168]。
  - 原定於7月24～26日在那須烏山市舉行的山上祭決定取消[169]。
  - 原定於8月6～8日舉行的仙台七夕祭決定取消[170]。原定於8月5日舉行的前夜祭花火大会亦取消[171]。
- 原定於4月15日、5月30-31日及6月2日舉行的橫濱開港祭決定取消[172]。
- 浅草神社奉贊会決定，將原定於每年5月舉行的三社祭延期至10月[173]。
- 4月20日，祇園祭山鉾聯合会及八坂神社宣布，祇園祭山鉾巡行的7月17日前祭及24日後祭全部取消[174]。神輿渡御是1946年以来首次取消，山鉾巡行是1962年阪急京都線地下段工程以來首次取消[175]。博多祇園山笠振興会決定，取消每年7月1日-15日舉行的博多祇園山笠（延期至「明年（2021年）夏季」）[176]。
- 4月21日，阿波舞宣布取消[177][178]。
- 4月28日，山形花笠祭宣布史上首次取消，山形大花火大会亦宣布取消[179]。
- 金澤百萬石祭首次取消。秋田竿灯祭亦取消。長崎秋祭僅進行神事部分[175]。
- 5月20日，原定在宇都宮市中心部舉行的「故鄉宮祭」決定取消。平時是在8月第一個周六、周日舉行，2020年因東京奧運及殘奧，本來定於9月19-20日舉行[180]。
- 5月27日，Owarakazenobon行事運營委員会決定，取消原定於9月1日～3日在富山市舉行的Owarakazenobon[181][182]。
- 6月12日，日本一芋煮会Festival協議会宣布，取消原定於9月20日在山形市舉行的「日本一芋煮会」[183][184]。
- 6月23日，岸和田市春木地区決定取消「樂車祭」，岸和田地区亦有多個町決定取消曳行[185][186]。取消是因為上一年總共有約41万人到場，難以避開3密。
- 別小江神社(名古屋市北区安井４)在手水舍貼出「為防冠狀病毒感染，禁止使用」告示，並擺放酒精消毒液，停止提供不特定多数人接触的柄杓。由於茅輪按傳統左、右、左轉3次會構成密切接觸，使用時改為不需旋轉，只要從下鑽過[187]。

## 宗教及民間信仰
- 創價学会宣布，取消每年2月中旬在總本部中心設施廣宣流布大誓堂（東京都新宿区信濃町）舉行的「廣宣流布誓願勤行会」，並在機關報聖教新聞上呼籲小心感染。地區座談会等全部會議亦取消，並自行停止幹部訪問、激励等活動[188][189]。
- 立正佼成会取消原定於3月5日舉行的教團創立紀念式典，並取消每月4次的大聖堂團体参拜及訪問、會面的布教活動[189]。
- 曹洞宗取消每日於東京都港区芝的宗務廳舉行的座禪会、写經会[189]。
- 三重縣桑名市的多度大社宣布，每年5月4日及5日舉行的上馬神事於2020年取消，是上馬神事自織田信長放火燒毀神社後，約400年来首次取消[190]。

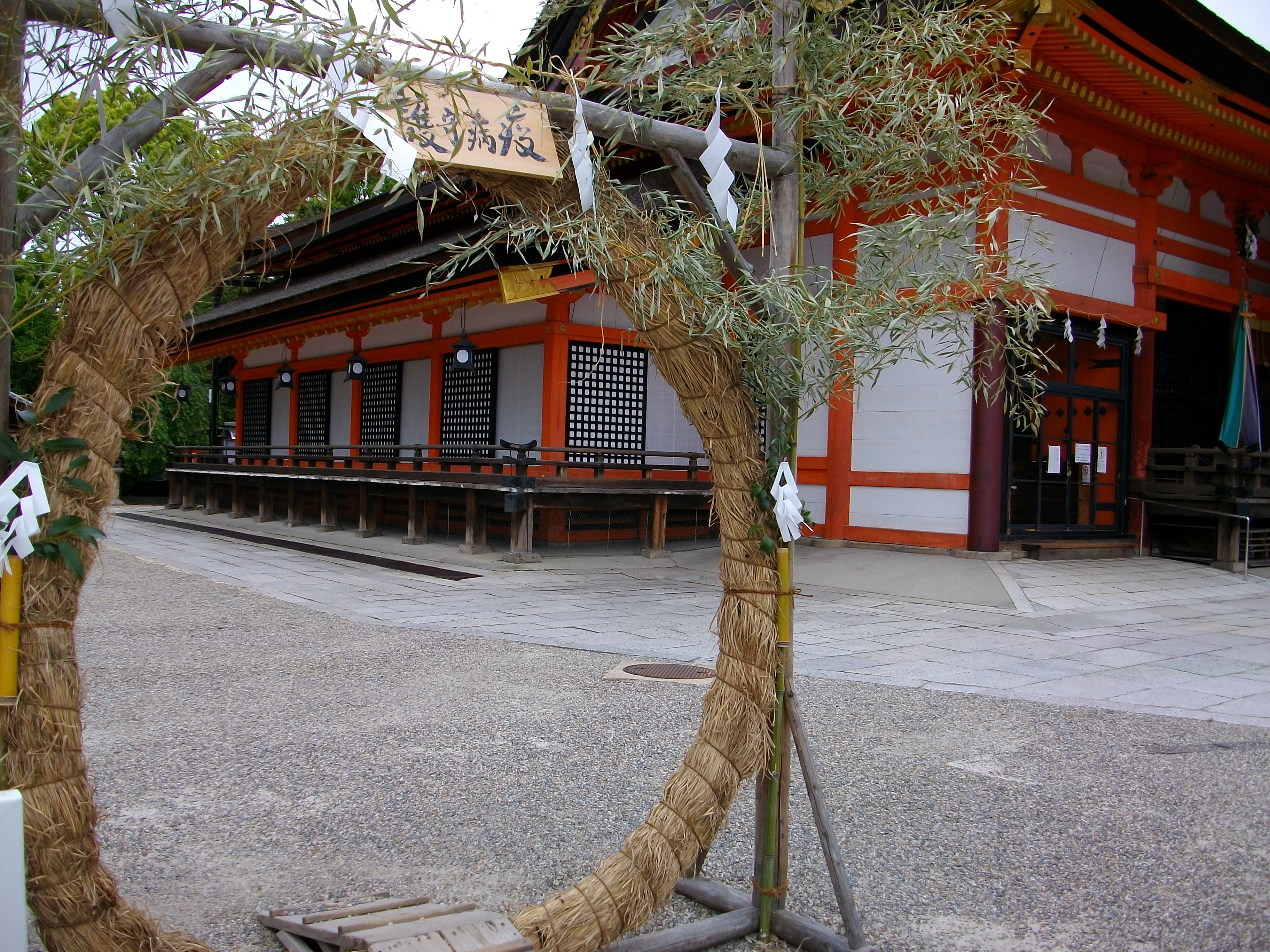
祈求疫情退散的八坂神社特設茅輪

- 4月8日，大阪府的四天王寺及住吉大社決定關閉，當中四天王寺是聖德太子6世紀創建以来首次關閉[191]。
- 成田山新勝寺取消寺務、修行外所有活動，停止開放各種体驗道場[192]。
- 八坂神社開始設置茅輪，是1877年霍亂以来143年首次在夏季以外設置[193]。
- 延曆寺於4月20日起停止參拜，禁止参拜者入内。原定於8月舉行的戶津説法取消，是1877年以来143年首次取消[194]。
- 4月18日，四国八十八箇所靈場会請求關閉納經所[195]，大部分關閉。
- 4月22日起，東寺暫停參拜[196]。
- 長野縣長野市的善光寺宣布，原定於2021年春季舉行的「善光寺前立本尊御開帳」延期1年，改至2022年4月舉行[197]。